# UFC Fight Night: Werdum vs. Tybura
UFC Fight Night: Werdum vs. Tybura (também conhecido como UFC Fight Night 121) foi um evento de artes marciais mistas produzido pelo Ultimate Fighting Championship, realizado no dia 19 de novembro de 2017, na Qudos Bank Arena, em Sydney, Austrália.

## Fundo
O evento marcará a quinta vez que a promoção vai à Sydney, e o primeiro desde o UFC Fight Night: Rockhold vs. Bisping, em novembro de 2014.
Uma luta no peso-pesado entre o vencedor do K-1 World Grand Prix e ex-desafiante ao cinturão peso-pesado interino do UFC, Mark Hunt, e Marcin Tybura, era esperada para servir como a principal do evento. No entanto, em 10 de outubro, Hunt foi retirado da luta devido a "preocupações médicas". Ele admitiu, recentemente, em um artigo, que estava com problemas para dormir, e disse que começou a gaguejar e trocar suas palavras. O UFC divulgou uma declaração afirmando que "as declarações relacionadas à saúde feitas por Hunt representaram a primeira vez que o UFC foi informado dessas reivindicações". Eles também anunciaram que seria necessário que Hunt fosse submetido a novos testes e avaliações antes de competir em qualquer luta no futuro. Como resultado, o ex-Campeão Peso-Pesado do UFC, Fabrício Werdum, foi escolhido como substituto.

## Bônus da Noite
- Luta da Noite:  Damien Brown vs.  Frank Camacho
- Performance da Noite:  Nik Lentz e  Tai Tuivasa